# (5645) 1990 SP
Az (5645) 1990 SP egy földközeli kisbolygó. Robert H. McNaught fedezte fel 1990. szeptember 20-án.